# د. س. مور
د. س. مور (بالإنجليزية: D. C. Moore)‏ هو كاتب مسرحي بريطاني، ولد في 1980 في نورثامبتون في المملكة المتحدة.

## وصلات خارجية
- د. س. مور على موقع IMDb (الإنجليزية)